# Pałowo
Pałowo (wymowaⓘniem.: Alt Paalow) – wieś w Polsce położona w województwie zachodniopomorskim, w powiecie sławieńskim, w gminie Postomino. Graniczy na północy z Pieszczem, na południu z Pałówkiem, a na zachodzie z Nosalinem. Leży na średniowiecznym trakcie z Darłowa przez Staniewice do Słupska (dziś jest to polna droga). Na północy wsi płynie potok Moszczeniczka wpadający w okolicach Staniewic do Wieprzy. Wieś ma czytelny do dziś kształt owalnicy. W latach 1975–1998 miejscowość administracyjnie należała do województwa słupskiego.
W miejscowości znajduje się kilka charakterystycznych zabudowań szachulcowych.
Jedną z najbardziej charakterystycznych budowli we wsi jest neogotycki kościół ewangelicki, ob. rzymskokatolickiego wybudowany w I poł. XIX wieku, pw. Wniebowzięcia NMP, poświęcony 1 wrz. 1945 (zabytek nr rej.: A-359 z 25.03.1998). Odnalezione na strychu kościoła Epitafium Braci Schültze informuje, że w miejscu aktualnego kościoła istniał wcześniejszy drewniany z przełomu XVI i XVII wieku.
Od 2009 w miejscowości funkcjonuje lądowisko Słupsk-Pałowo dla samolotów sportowych, które należy do Fundacji Słupskie Skrzydła. Lądowisko to ma 400m długości i 50m szerokości pas startowy wraz z dwoma hangarami na osiem samolotów plus zaplecze biurowe.

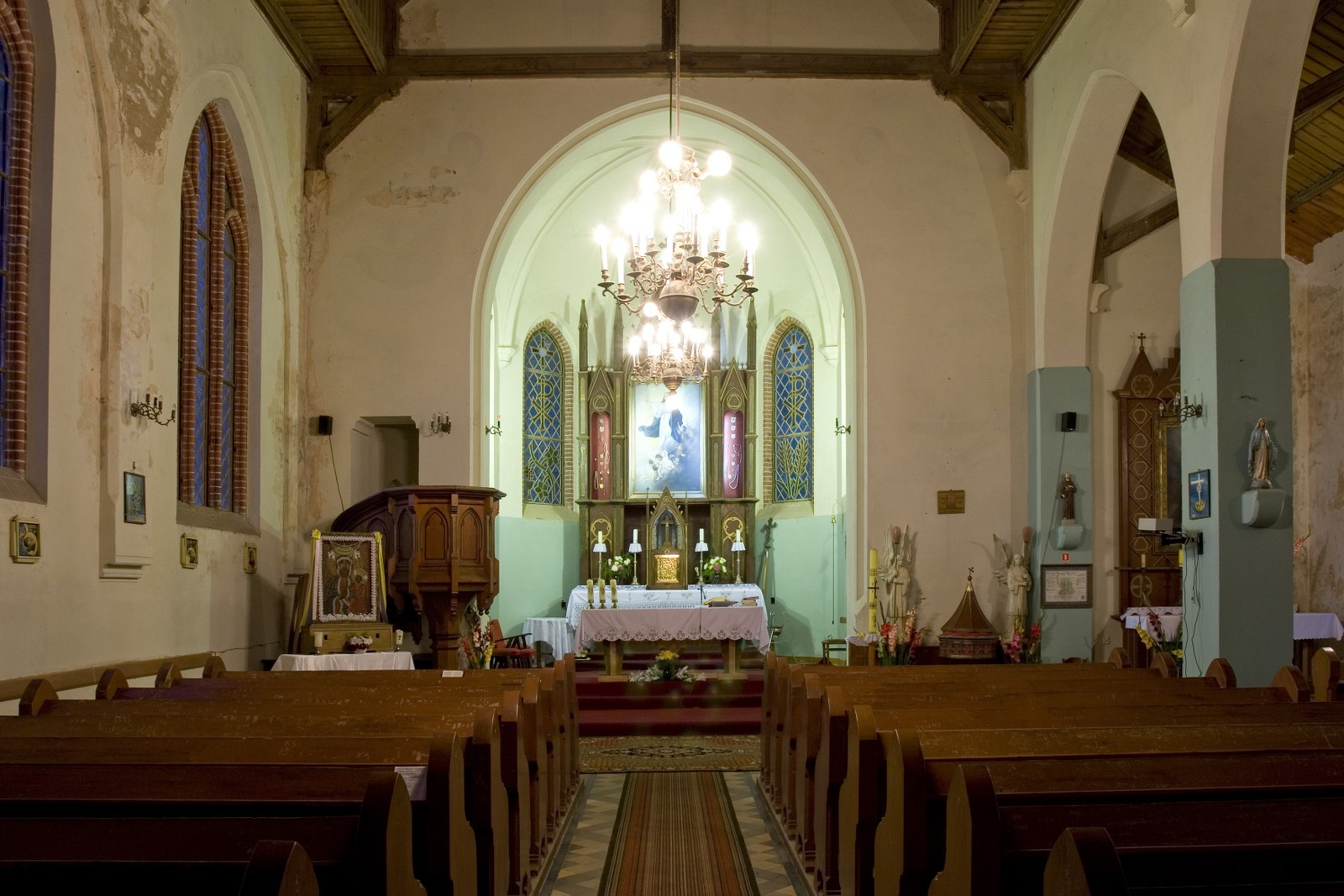
Wnętrze kościoła w Pałowie

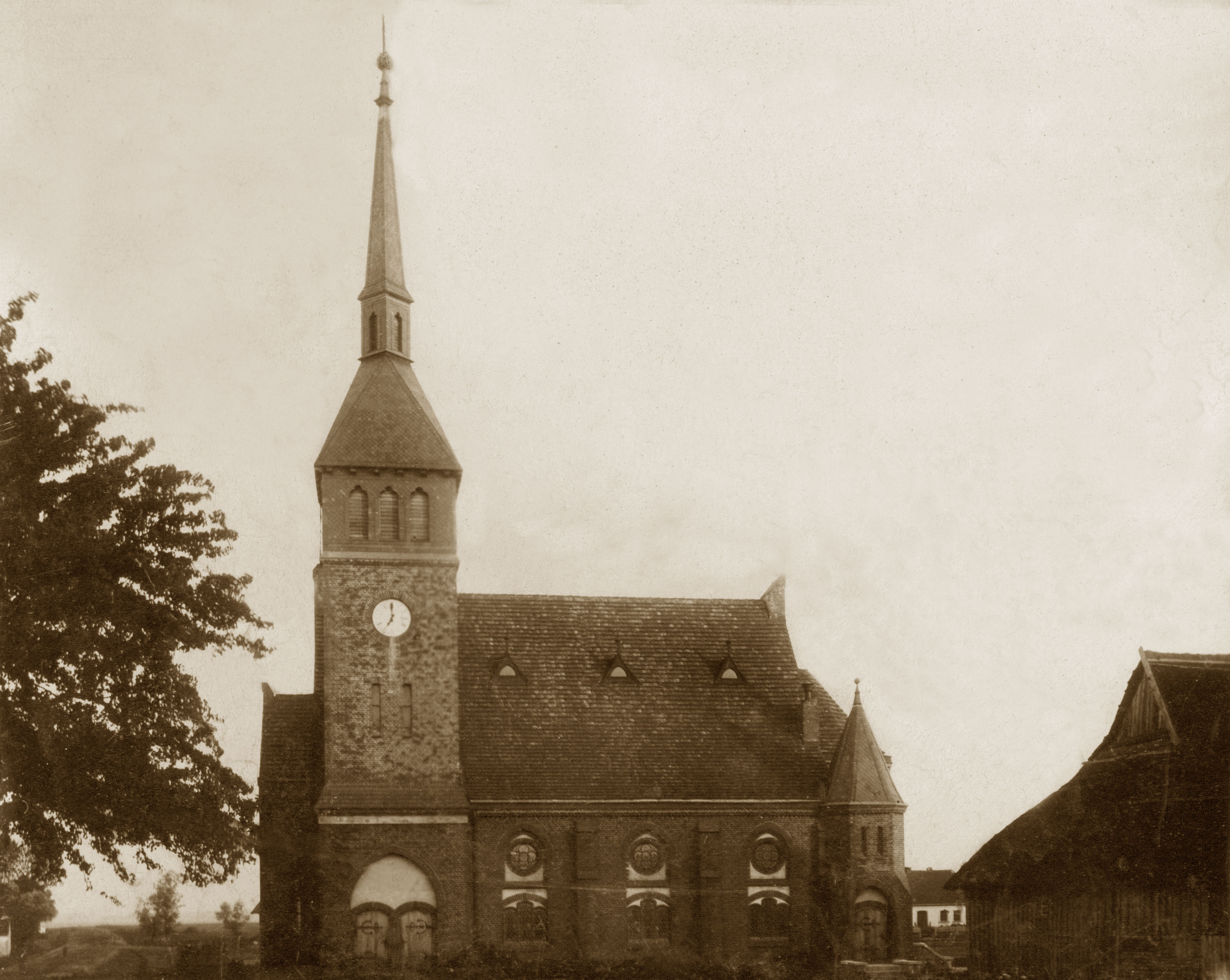
Kościół w Pałowie-przełom XIX i XX w

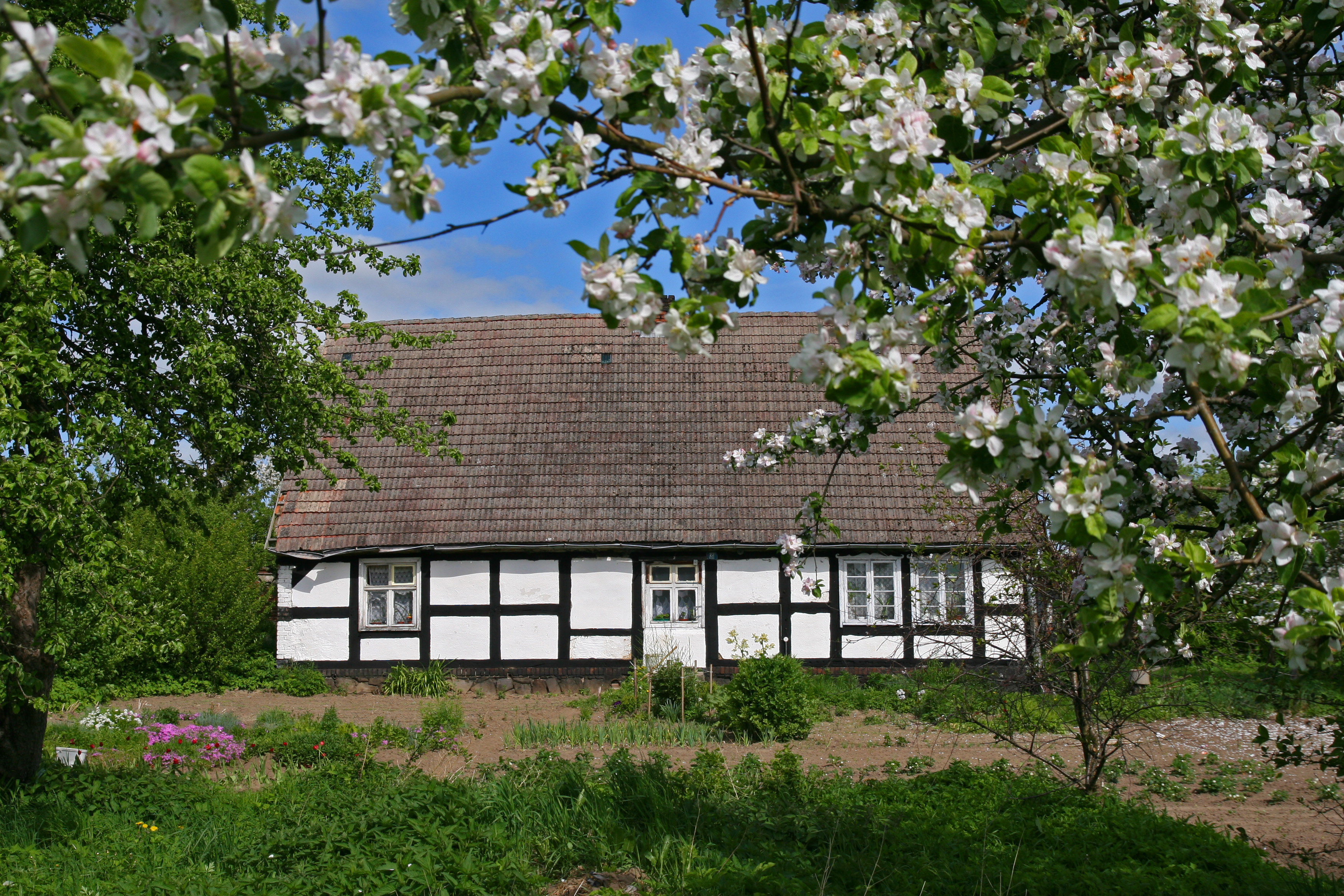
Dom szachulcowy w Pałowie

## Historia
Nazwa wsi zmieniała się na przestrzeni wieków – w 1333 r. brzmiała ona "Palowe", w 1357 – "Palow", zaś od roku 1829 "Alt-Paalow". W 1945 r. wieś przemianowana została na "Palowo", a w 1950 przyjęta została obecna nazwa – "Pałowo". Jest to nazwa dzierżawcza od nazwy osobowej Pal, Pala, Pała, a według innych źródeł jest to ze staroniemieckiego tłumaczenia "Świerk".
Historia wsi ma średniowieczny rodowód. Założycielem wsi mógł być Jakub Palowe (wymieniany w dokumencie z 1456 roku). Była to wieś chłopska z majątkiem. Od 1466 roku Pałowo należy do rodu von Belowów. W 1637 roku Hans Caspar von Krockow przez małżeństwo z córką Belowa wchodzi w posiadanie części dóbr belowskich. Wtedy wieś zostaje podzielona na dwie części: część A należąca do Belowów i część B należąca do Krockowów.
W 1784 roku – jak podaje Bruggemann – do Pałowa A należy folwark z 2/3 powierzchni wsi, mieszka tam 8 chłopów. Do Pałowa B należy 1/3 powierzchni wsi i mieszka tu 3 chłopów, 1 bezrolny.
W 1829 wieś zostaje sprzedana państwu pruskiemu, które zakłada głównie na majątku B nową wieś Pałówko. Od tego czasu wieś zmienia nazwę na Alt Paalow.
Na przełomie XIX/XX wieku władze pruskie zlikwidowały majątek. Na początku XX wieku Ernest von Below zbudował dwór. Wokół dworu powstał park o powierzchni 3,2 ha. Do dziś zachował się układ ścieżek i oczko wodne.
Powierzchnia wsi wraz z gruntami wynosiła w 1864 r. 616,7 ha, w 1939 – 613,9 ha. W 1818 roku Pałowo zamieszkiwało 217 osób, w 1871 – 311, w 1905 – 290 i w 1939 – 262. Liczba gospodarstw domowych wynosiła: w 1871 – 60, w 1905 – 51, w 1939 – 59.
Przed 1939 rokiem we wsi była gospoda, restauracja, sklep, młyn, piekarnia, poczta, szewc, krawiec, siodlarz, stolarz, 2 kowali, cieśla, handlarz bydłem. Istniała jednoklasowa szkoła zbudowana w końcu XIX wieku. Ostatnim nauczycielem niemieckim był Hans Grotewendt. Ostatnim niemieckim sołtysem był Friedrich Granzow. Działał chór mieszany pod kierunkiem nauczyciela Grotewendta oraz 5-osobowa orkiestra dęta.
Obecny kościół powstał w obrębie placu owalnicowego w 1898 roku (wcześniejszy był usytuowany po przeciwnej stronie obecnego). Budowla w stylu neoromańskim została po wojnie poświęcona 1 września 1945 roku. Obecnie należy do parafii w Sycewicach. Przy kościele znajduje się cmentarz. Na nim zbudowano pomnik poświęconym poległym w I wojnie światowej mieszkańcom Pałowa i Pałówka. Na cmentarzu zachowały się kute krzyże żelazne z lat 30. XX wieku.
Armia Czerwona zajęła wieś 8 marca 1945 r. Niemieccy mieszkańcy zostali wysiedleni.
Wieś w 1950 roku liczyła 238 mieszkańców, w 1905 - 282, w 1936 - 286, w 1960 – 237, w 1970 – 240, w 1980 – 244, w 1990 – 241, w 2006 – 235, w 2008 – 155 a w roku 2011 - 157. Liczba gospodarstw domowych wynosi 46, a gospodarstw rolnych 30.
W wiosce działa Koło Gospodyń Wiejskich, przekształcone niedawno w Stowarzyszenie Kobiet Wiejskich, oraz Ochotnicza Straż Pożarna.